# John W. Houston

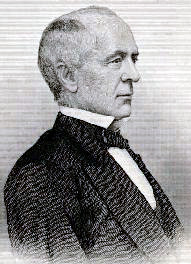
John W. Houston

John Wallace Houston (* 4. Mai 1814 in Concord, Sussex County, Delaware; † 26. April 1896 in Georgetown, Delaware) war ein US-amerikanischer Politiker. Zwischen 1845 und 1851 vertrat er den Bundesstaat Delaware im US-Repräsentantenhaus.

## Werdegang
John Houston besuchte die öffentlichen Schulen seiner Heimat und die Newark Academy. Im Jahr 1834 beendete er ein Studium am Yale College. Nach einem anschließenden Jurastudium in Dover und seiner im Jahr 1837 erfolgten Zulassung als Rechtsanwalt begann er in seinem neuen Beruf in Georgetown zu praktizieren.
Houston war Mitglied der Whig Party. Zwischen 1841 und 1844 war er als Secretary of State der geschäftsführende Beamte der Staatsregierung von Delaware. 1844 wurde Houston in das US-Repräsentantenhaus in Washington, D.C. gewählt. Dabei setzte er sich mit 51 % der Wählerstimmen gegen den Demokraten George R. Riddle durch. Am 4. März 1845 löste Houston den bisherigen Kongressabgeordneten von Delaware, George B. Rodney, ab. Nachdem er bei den folgenden zwei Wahlen jeweils bestätigt wurde, konnte er bis zum 3. März 1851 insgesamt drei Legislaturperioden im Kongress absolvieren. Von 1847 bis 1849 war er Vorsitzender des Ausschusses für staatliche Liegenschaften. 1850 verzichtete er auf eine erneute Kandidatur. Zwei Jahre später versuchte er eine Rückkehr in den Kongress. Bei diesen Wahlen verlor er aber mit 44 % zu 50 % gegen George R. Riddle.
Im Jahr 1855 wurde John Houston zum Richter in Delaware berufen, ein Amt, das er bis 1893 ausüben sollte. Im Frühjahr 1861 war er Delegierter auf einer Konferenz in Washington, die erfolglos versuchte, in letzter Minute den Ausbruch des Bürgerkrieges zu verhindern. John Houston starb 1896 in Georgetown.